# Fámjin
Fámjin é uma povoação das Ilhas Faroés, situada na costa sudoeste da ilha de Suðuroy, no sul do arquipélago, rodeada por montanhas elevadas.
A igreja de Fámjin data de 1876. No seu interior, encontra-se uma pedra rúnica do século XVI e o protótipo da bandeira faroesa, conhecida como Merkið. Esta bandeira foi concebida por Jens Oliver Lisberg, natural de Fámjin e por outros colaboradores, enquanto estudavam em Copenhaga, em 1919. A primeira vez que a Merkið foi usada nas Ilhas Faroés foi em 22 de Junho de 1919, em Fámjin, num casamento. No início, a bandeira não teve reconhecimento oficial. Porém, durante a segunda guerra mundial, o Reino Unido proibiu o uso de bandeiras dinamarquesas em barcos faroeses, dado que a Dinamarca se encontrava ocupada pela Alemanha na altura. Assim, foi usada a Merkið em barcos, em vez da bandeira dinamarquesa, sendo 25 de Abril de 1940 a data do seu reconhecimento oficial.
Até 1939, não existia nenhuma estrada que conduzisse a Fámjin, o que a tornava uma das povoações mais isoladas da ilha de Suðuroy.
A população de Fámjin ronda os 100 habitantes. Durante os meses de verão, porém, a população aumenta significativamente, devido ao regresso de muitas pessoas naturais de Fámjin, que vivem noutros locais das Ilhas Faroés e noutros países.

## Galeria

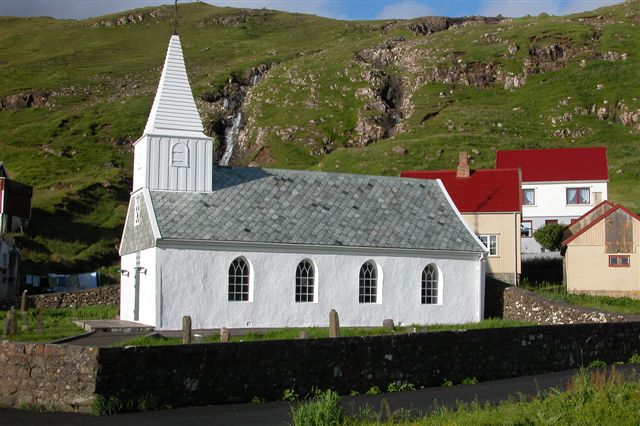
Igreja de Fámjin
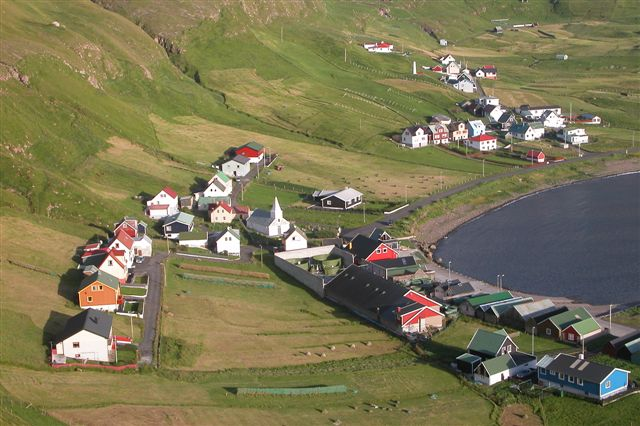
Vista geral
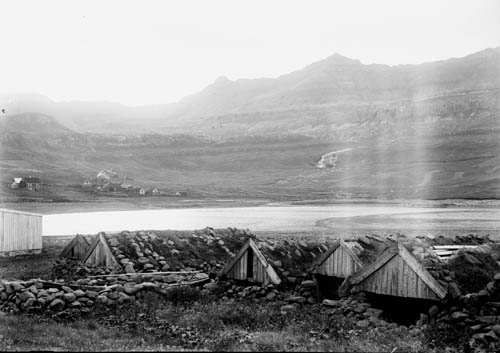
Fámjin em 1899
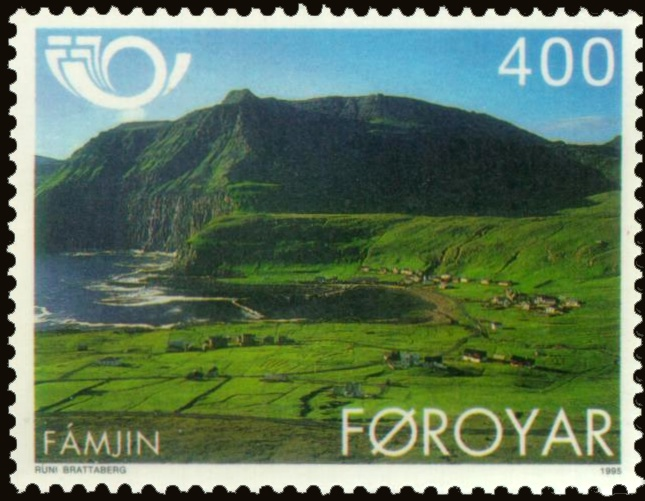
Fámjin num selo feroês de 1995